# Claoxylon neoebudicum
Claoxylon neoebudicum är en törelväxtart som först beskrevs av André Guillaumin, och fick sitt nu gällande namn av Airy Shaw. Claoxylon neoebudicum ingår i släktet Claoxylon och familjen törelväxter. Inga underarter finns listade i Catalogue of Life.